# 挪威科学与文学院

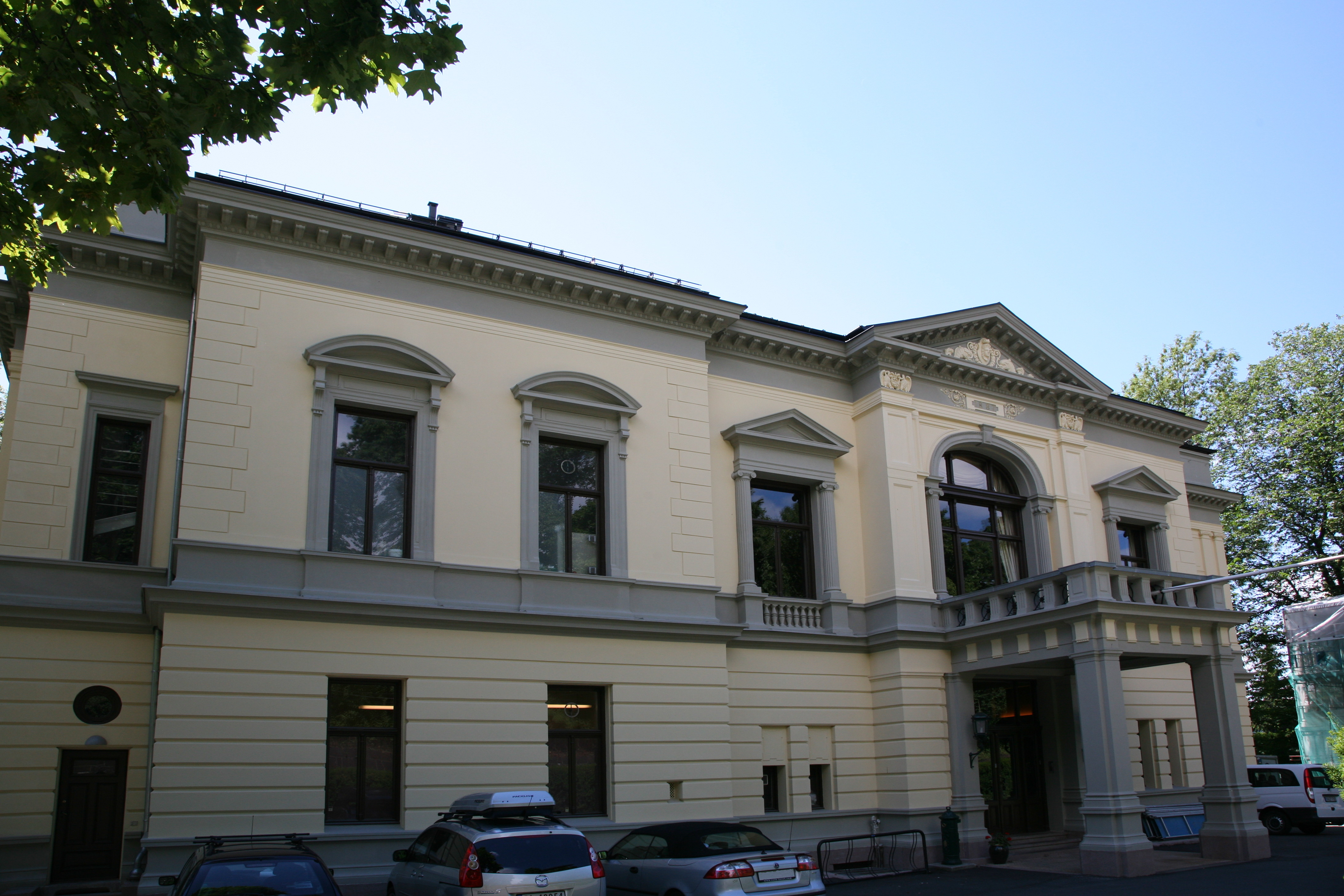
挪威科学与文学院大楼

挪威科学与文学院（挪威語：Det Norske Videnskaps-Akademi，DNVA）是位于挪威首都奥斯陆的学术研究机构，成立于1857年。
截止2010年11月，学院共有476名挪威院士和409名外籍院士。

## 历史
1811年，丹麦-挪威王国皇家腓特烈大学在克里斯蒂安尼亚成立。1841年，成立一个学术团体的想法在克里斯蒂安尼亚出现。 特隆赫姆市没有大学，但有一个学术团体，即1760年成立的挪威皇家科学与文学院。 克里斯蒂安尼亚成立学术团体的目的是支持学术研究，帮助出版学术论文。当时威廉·冯·洪堡的大学思想盛行，大学开始注重独立研究，不再将大学看做提供公共服务的工具性机构。该市已经有一些专门学科的学术团体，比如1833年成立的挪威医学会，但是这些学会只对医学界人士和学术界以外的医生开放。克里斯蒂安尼亚的学者想成立一个综合性学术团体，对所有学术领域的学者开放，但不对学界以外人士开放。
但是，成立一个学术团体的想法在1841年无法实现，资金是首要问题，“科学界是否有足够人数令人怀疑”。尽管如此，跨学科的合作已经兴盛。1844年，挪威第一次科学大会召开。200名自然科学和医学界人士召开了第四次斯堪的纳维亚自然研究者会议。最终在1857年，资金的问题得到解决。1857年5月3日，筹划很久的这一个学术团体正式成立，名为。名字中的 "Christiania"不久改为"Kristiania"。20世纪初，名字改为，自1924年起，名字中去掉"i Kristiania"。
这一学术团体成立的前50年，来自国家的经济支持非常有限，运转捉襟见肘。在20世纪初，地质学家沃尔德马·克里斯托弗·布勒格（后来曾任奥斯陆大学的第一任校长）提出加强这一团体。他成立了南森基金会，专门来筹资增强科学院的经济实力。布勒格的目标是招雇研究人员，使科学院从皇家腓特烈大学独立出来，但未能如愿。科学院的目的依然是推进科学发展，通过会议和研讨会促进学者之间的学术交流，支持研究和学术出版。南森基金会和其他经济来源对科学院的运转非常重要，资助成立了其他机构，比如早期的人类文化比较研究所。第二次世界大战之后，这些基金会的重要性有所降低，但是有了全新的资金来源，奥斯陆大学校长奥托·劳斯·莫尔建议用国营的国家彩票的盈余资助科学院。科学院希望通过自己的理事会管理这笔收入，但是被挪威政府拒绝，政府成立研究理事会负责管理这笔钱，科学院仅能提出理事会委员人选。自此以后，科学院的运行经费更多来自国家研究理事会，而非自筹资金。 

## 组织
挪威科学与文学院最高权力机构是全体院士大会。常任领导包括院长、秘书长、副院长和数学自然科学和人文社会科学两个分部的主席、副主席和秘书长。挪威国王哈拉尔五世任名誉院长。
挪威科学与文学院负责颁发数学领域的阿贝尔奖和涵盖天体物理、纳米科学和神经科学的卡弗里奖。代表挪威参加國際科學理事會、国际学术联盟、欧洲科学基金会和全欧科学院。
挪威科学与文学院现有院士476名，外籍院士409名。